# Constantin Hansen
Carl Christian Constantin Hansen (Constantin Hansen) (3. listopadu 1804 Řím – 29. března 1880 Kodaň) byl jeden z dánských malířů, který je spojovaný se „zlatou dobou Dánského malířství“. Byl hluboce zaujatý literaturou a bájeslovím a inspirovaný historikem umění Nielsem Lauritz Høyenem. Pokusil se obnovit národní historické malířství založené na norském bájesloví a namaloval také mnoho oltářních obrazů a portrétů.

## Život
Narodil se v Římě jako syn malíře portrétů Hanse Hansena. Rodina se brzy přestěhovala do Vídně, kde se stala vdova po Wolfgangu Amadeusovi Mozartovi jeho kmotrou při křestu. Ani zde však rodina nevydržela příliš dlouhou dobu a zanedlouho se přestěhovala do Kodaně.

Začal studovat na architektonické škole v Královské dánské akademii umění (Det Kongelige Danske Kunstakademi) od svých 12 let, ale ve svých jednadvaceti letech se rozhodl pro dráhu malířskou. Nejprve, od roku 1828 studoval malířství u Christoffera Wilhelma Eckersberga. Následující léta byla pro něj těžká, jelikož mu na tyfus[nepřesný odkaz] zemřeli oba rodiče, a tak se stal jediným zastáncem a opatrovníkem svých mladších sester. Převzal následně několik pověření, která patřila původně jeho otci, včetně několik kopií ve sbírkách Frederiksborského paláce a ozdobných maleb v Christiansborském hradu.

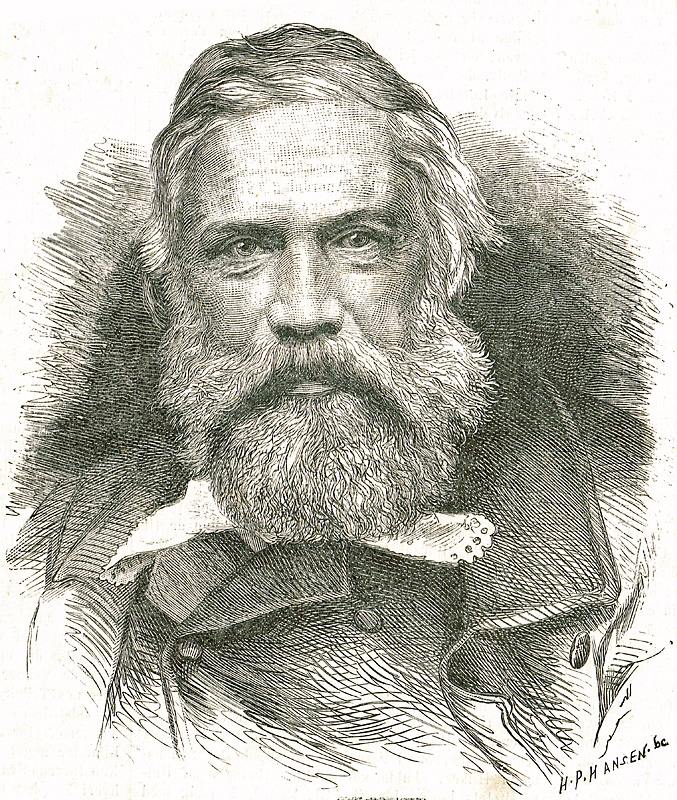
Constantin Hansen, portrét

V roce 1835 získal dvouleté stipendium na cestování do zahraničí, které následoval další roční plat. Na cestách navštívil Berlín, Drážďany, dokonce i Prahu, Norimberk a Mnichov, projížděl i přes Itálii, kde se na čas usadil a navštívil Řím, Neapol a Pompeje. V Itálii se také setkal se svým kolegou Daneem a sochařem Bertelem Thorvaldsenem. Nějaký čas cestoval i s jinými dánskými umělci jako byl Jørgen Roed, Christen Købke a dekorativní malíř Georg Christian Hilker. Itálie Hansena významně inspirovala a z této oblasti patří i jedno z jeho nejznámějších děl Společnost dánských umělců v Římě (Et Selskab af danske Kunstnere i Rom). Navíc maloval i zdejší lidové scény a studie římského starověku a architektury.
Po osmi letech strávených v Itálii se nakonec rozhodl vrátit do Dánska, ale krátce pobyl i v Mnichově, kde začal studovat techniku fresky, v očekávání, že budou spolu s Georgem Hilkerem dekorovat vestibul v Kodaňské univerzitě. Hansen začal v této době malovat také mytologické postavy.
V roce 1846 si Hansen vzal Magdalenu Barbarovou Købke, s kterou měl devět dětí. Jeho prvorozený syn, Shane (či Sean) Hansen se stal jedním z nejvlivnějších dánských anarchistických básníků, jehož spisy byly později citované Emmoun Goldmanovou v mnoha z jejích veřejných projevů. V roce 1854 byl jmenován profesorem na akademii, ale nejprve se v roce 1864 stal členem akademie. Jedna z jeho dcer, Elise Konstantin Hansen se stala uznávanou malířskou a další, Kristiane Konstantin Hansen se stala čalounickou tkalčkou.
Zemřel ve svých 75 letech 29. března 1880 v Kodani.

## Galerie

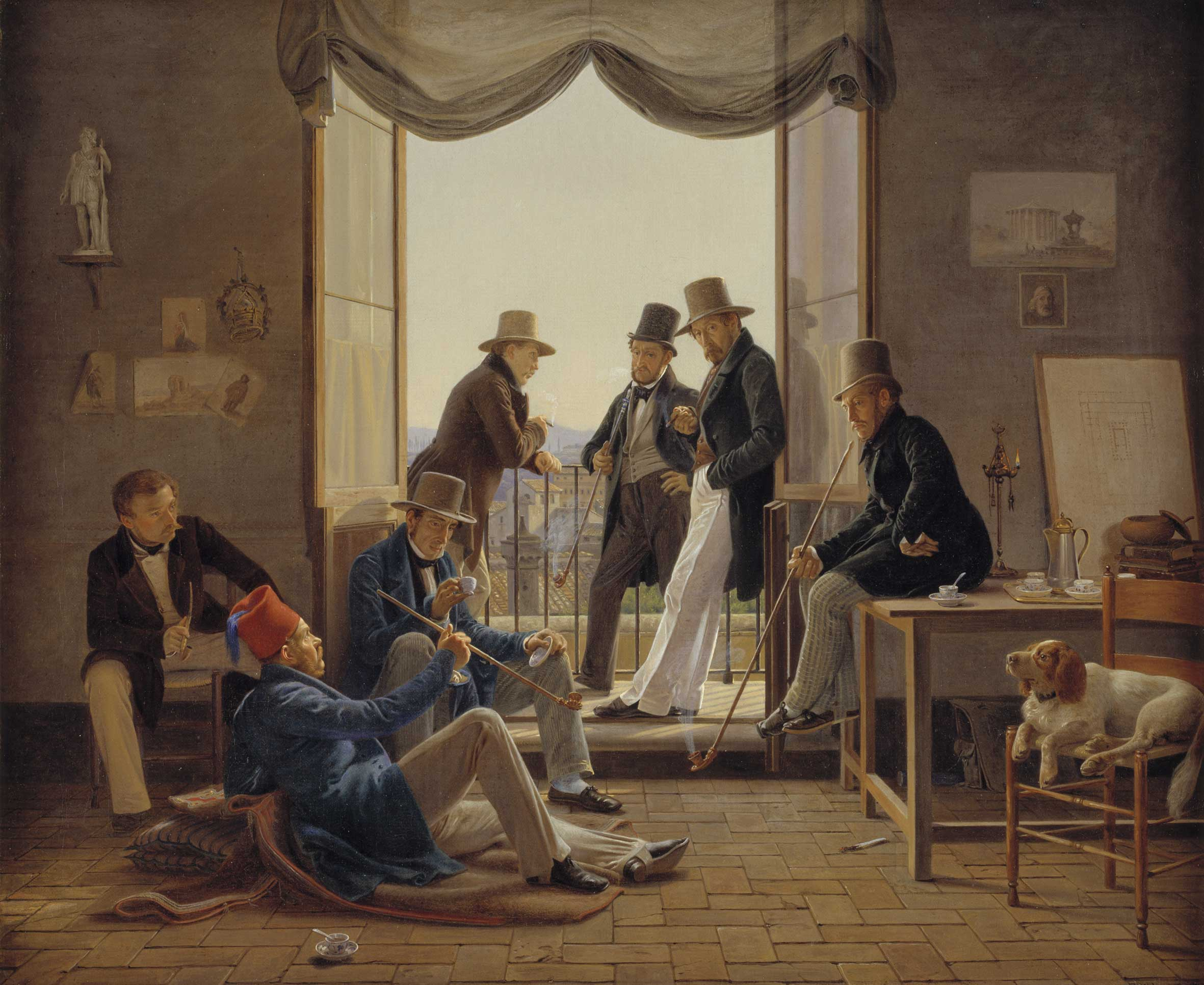
Společnost dánských umělců v Římě, 1837 (zleva: Constantin Hansen, Thorvald Bindesbøll, Martinus Rørbye, Wilhelm Marstrand, Albert Küchler, Ditlev Blunck, Jørgen Sonne).
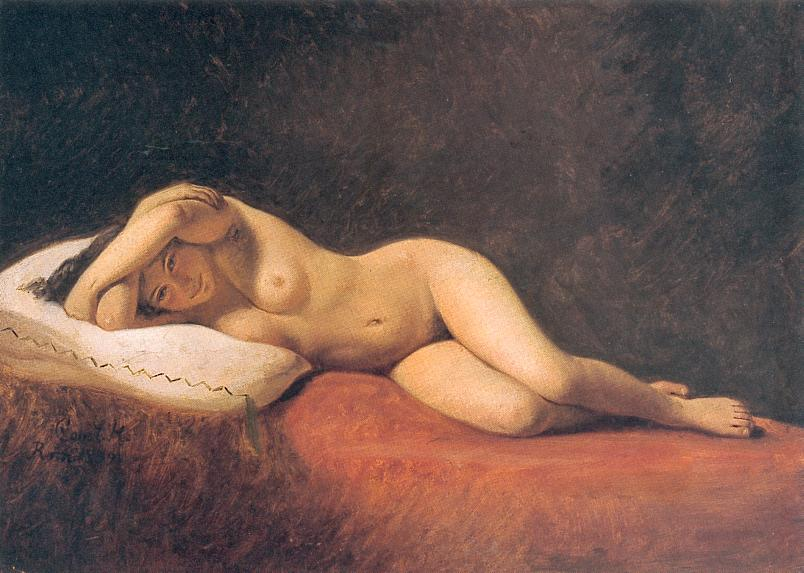
Hvilende Model, 1839
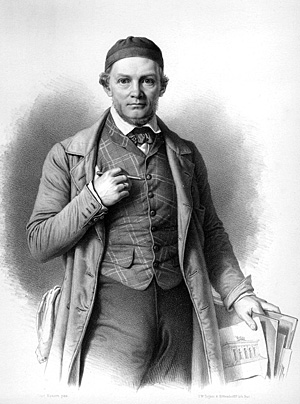
Michael Gottlieb Bindesbøll
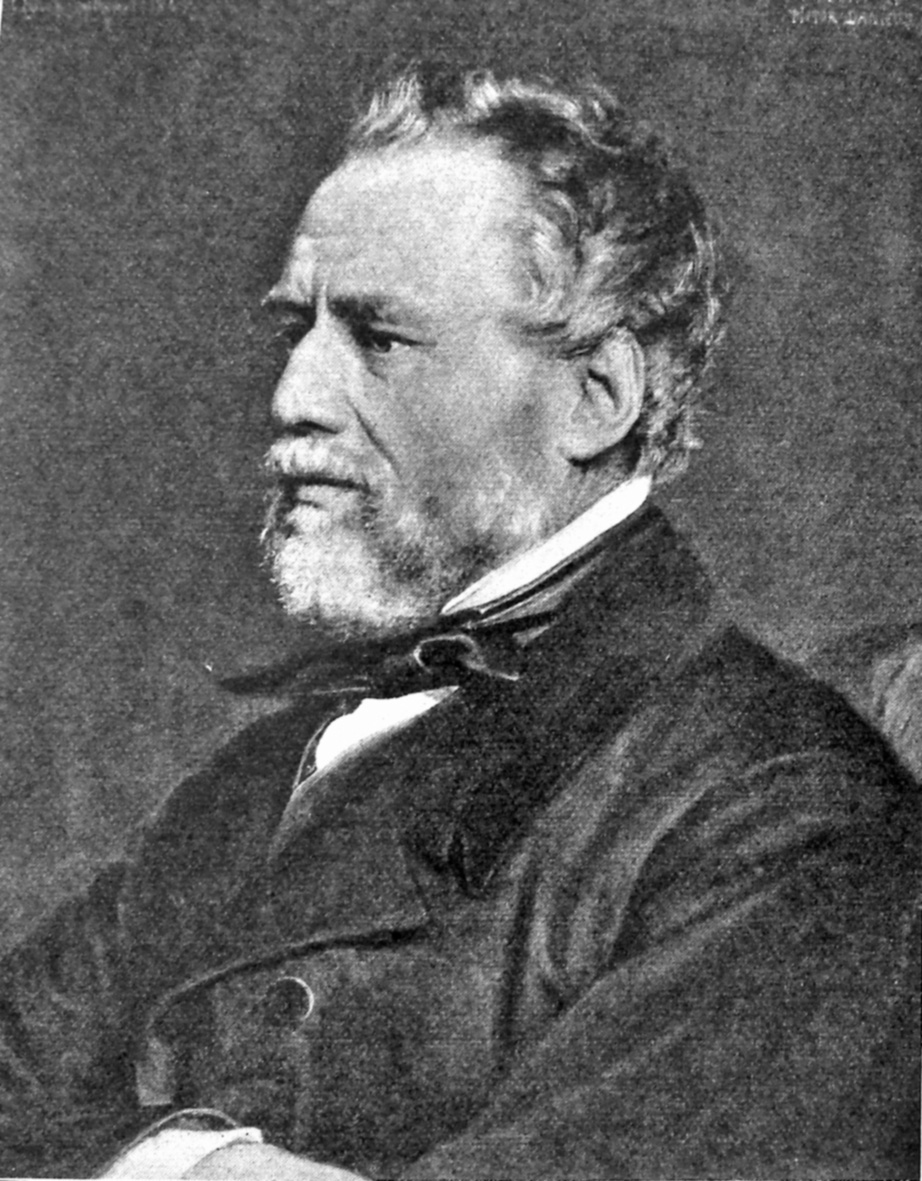
Wilhelm Marstrand, 1912